# لوزيا سيماو
لوزيا سيماو مواليد 20 فبراير 1992 في أنغولا، هي لاعبة كرة سلة أنغولية. تلعب مع إنتر كلوب. وتحمل الرقم 17. حققت المركز الأول في بطولة أمم أفريقيا لكرة السلة للسيدات 2011.

## الميداليات
| الميدالية | المسابقة                                  |
| --------- | ----------------------------------------- |
| ذهبية     | بطولة أمم أفريقيا لكرة السلة للسيدات 2011 |

## روابط خارجية
- لوزيا سيماو على موقع الاتحاد الدولي لكرة السلة (الإنجليزية)
- لوزيا سيماو على موقع كرة السلة الأوروبية.كوم (الإنجليزية)
- لوزيا سيماو على موقع اللجنة الأولمبية الدولية (الإنجليزية)